# Strażnica WOP Mielno
Strażnica w Mielnie:
1. podstawowy pododdział graniczny Wojsk Ochrony Pogranicza pełniący służbę ochronną na granicy morskiej.
2. graniczna jednostka organizacyjna polskiej straży granicznej realizująca zadania bezpośrednio w ochronie granicy państwowej.

## Formowanie i zmiany organizacyjne
Strażnica została sformowana w 1945 w strukturze 17 komendy odcinka Koszalin jako 83 strażnica WOP [Mielno (Mollen/Mielno)] o stanie 56 żołnierzy. Kierownictwo strażnicy stanowili: komendant strażnicy, zastępca komendanta do spraw polityczno-wychowawczych i zastępca do spraw zwiadu. Strażnica składała się z dwóch drużyn strzeleckich, drużyny fizylierów, drużyny łączności i gospodarczej. Etat przewidywał także instruktora do tresury psów służbowych oraz instruktora sanitarnego. Sformowane strażnice morskiego oddziału OP nie przystąpiły bezpośrednio do objęcia ochrony granicy morskiej. Odcinek dawnej granicy polsko-niemieckiej sprzed 1939 od Piaśnicy, aż do lewego styku z 4 Oddziałem OP ochraniany był przez radziecką straż graniczną wydzieloną ze składu wojsk marszałka Rokossowskiego. Pozostały odcinek granicy od rzeki Piaśnica, aż po granicę z ZSRR zabezpieczała Morska Milicja Obywatelska.
Od 15 marca 1954 wprowadzono nową numerację strażnic. Strażnica II kategorii otrzymała numer 80 .
W 1955 dowódca WOP rozkazał przejść 15 Brygadzie WOP na etat ćwiczebny. Rozwiązane zostały dowództwa i sztaby batalionów. Z dniem 15.11.1955 kierowanie strażnicą przejął sztab brygady.
W 1956 rozpoczęto numerowanie strażnic na poziomie brygady. Strażnica Mielno II kategorii była 7. w 15 Brygadzie Wojsk Ochrony Pogranicza.
W 1958 odtworzono dowództwo 152 batalionu WOP i podporządkowano mu między innymi strażnicę WOP Mielno. W 1964 strażnica WOP nr 10 Mielno uzyskała status strażnicy nadmorskiej i zaliczona została do I kategorii.
Wiosną 1968 zreorganizowano strażnicę WOP Mielno.
Po rozwiązaniu w 1991 Wojsk Ochrony Pogranicza, strażnica Mielno weszła w podporządkowanie Bałtyckiego Oddziału Straży Granicznej.

## Ochrona granicy
Dopiero w kwietniu 1946 strażnica zaczęła przyjmować pod ochronę wybrzeże morskie. W czerwcu 1946 pełniła służbę równolegle z żołnierzami radzieckimi.
W 1984 dowódca WOP wyraził zgodę na przeniesienie dalekiego dozoru z POWT-20 strażnicy WOP w Ustroniu Morskim na POWT-21 strażnicy WOP Mielno.

## Wydarzenia
- 1976 – 24 sierpnia żołnierze WOP pełniący służbę na POWT–21 (Strażnica WOP Mielno) wykryli o godz. 1:15 nierozpoznany cel, który odbił od brzegu w rejonie Mielenka Koszalińskiego. W wyniku działań granicznych rozpoczętych przez strażnicę doprowadzono do ujęcia w morzu dwóch ob. byłej NRD. Ww. usiłowali dokonać nielegalnego przekroczenia granicy przy pomocy kajaka wyposażonego w żagiel i silnik, celem przedostania się na Bornholm a następnie do RFN[16].
- 1976 – wycofano z granicy rowery, zastępując je motocyklami małolitrażowymi; WSK-175 dla kadry i WSK-125 dla żołnierzy służby zasadniczej (5–13 motocykli w zależności od obsady i na jakiej granicy). Wyposażone w łączność radiową motocykle stały się podstawowym środkiem transportu w służbie patrolowej i rozpoznawczej[17].
- 13 grudnia 1981–22 lipca 1983 – (stan wojenny w Polsce), normę służby granicznej dla żołnierzy podwyższono z 8 do 12 godzin na dobę. Ścisłą kontrolą objęto całą strefę nadgraniczną. W stan gotowości były postawione pododdziały odwodowe[18].

## Strażnice sąsiednie
- 82 strażnica WOP Gąski ⇔ 84 strażnica WOP Ewentin − 1946[3].

## Dowódcy strażnicy
- chor./ppor. Piotr Stankiewicz[2] (był w 10.1946)[c].

Komendanci strażnicy SG:
- kpt. SG Lech Eckiert (1991–31.12.1991)[19].